# Ludwigia alata
Ludwigia alata là một loài thực vật có hoa trong họ Anh thảo chiều. Loài này được Elliott mô tả khoa học đầu tiên năm 1817.